# یواس‌اس ایلوین (دی‌دی-۳۵۵)
یواس‌اس ایلوین (دی‌دی-۳۵۵) (به انگلیسی: USS Aylwin (DD-355)) یک کشتی بود که طول آن ۳۴۱ فوت ۳ اینچ (۱۰۴٫۰۱ متر) بود. این کشتی در سال ۱۹۳۴ ساخته شد.